# Teskeyellus hirsuticornis
Teskeyellus hirsuticornis är en tvåvingeart som beskrevs av Philip och David Fairchild 1974. Teskeyellus hirsuticornis ingår i släktet Teskeyellus och familjen bromsar. Inga underarter finns listade i Catalogue of Life.